# 山中辰之助

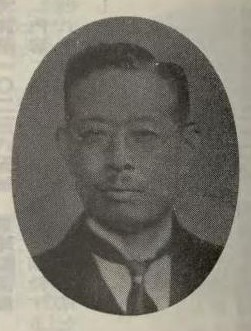
山中辰之助

山中 辰之助（やまなか たつのすけ、1886年（明治19年）11月 - ?）は、日本の発明家。
大阪市出身。1908年（明治41年）ごろに懐中電灯の製作に従事し、その後魔法壜（魔法瓶）の制作販売に転じた。1927年に銅メッキ魔法瓶の製造に成功した。

## 特許
- 特許第90686号 魔法壜連続製造機
- 特許第94294号 魔法壜連続製造機